# Fränkel (Unternehmen)

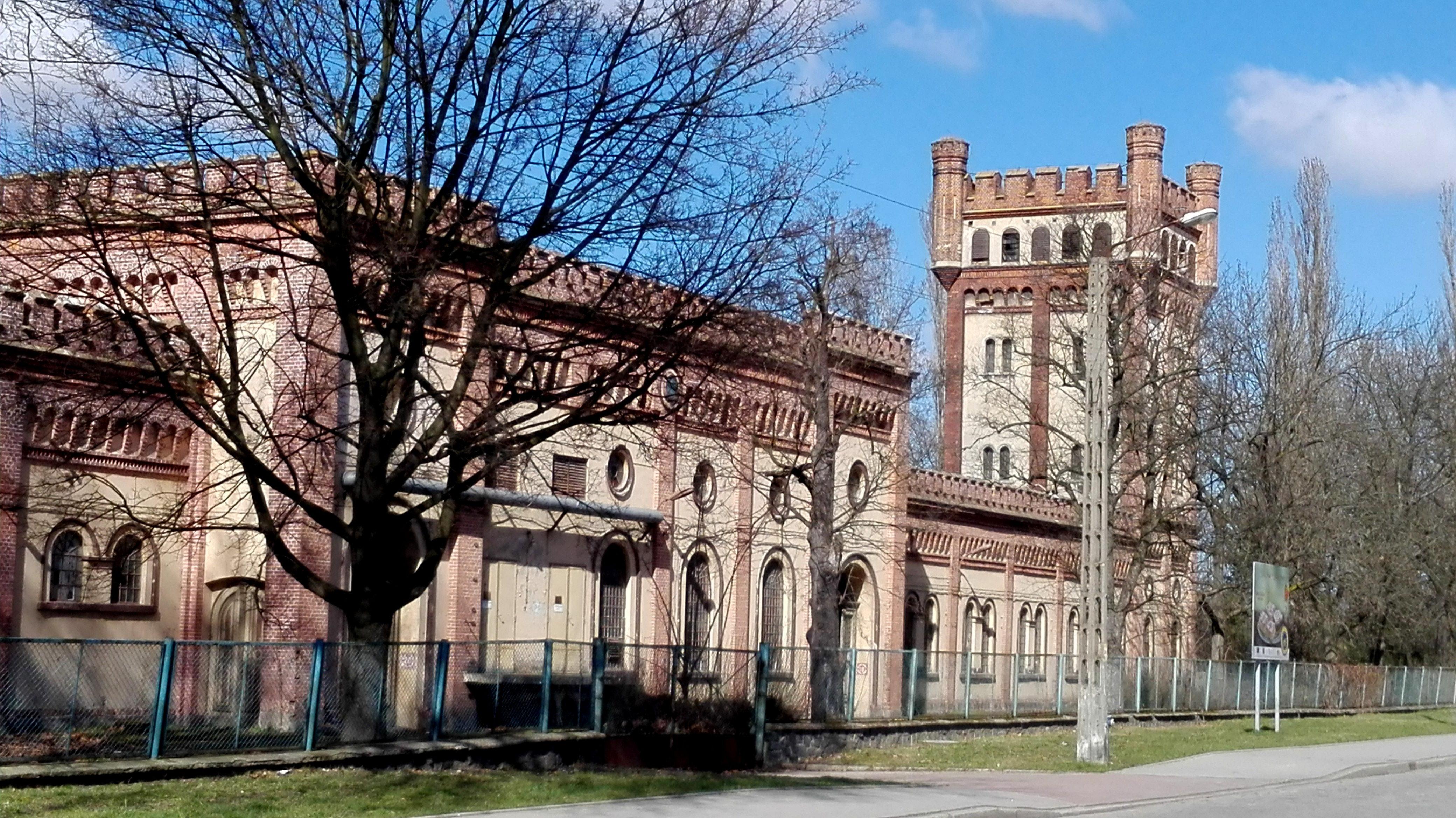
Zakłady Przemysłu Bawełnianego Frotex, Prudnik (2017)

Die Textilfabrik S. Fränkel, heute Frotex, war – und ist heute wieder – ein international bedeutendes Unternehmen der Textilindustrie in Neustadt (heute polnisch: Prudnik) bei Oppeln in Oberschlesien. Die Unternehmensgeschichte ist eng verbunden mit den untereinander verwandten Inhaber-Familien Fränkel und Pinkus.

## Geschichte

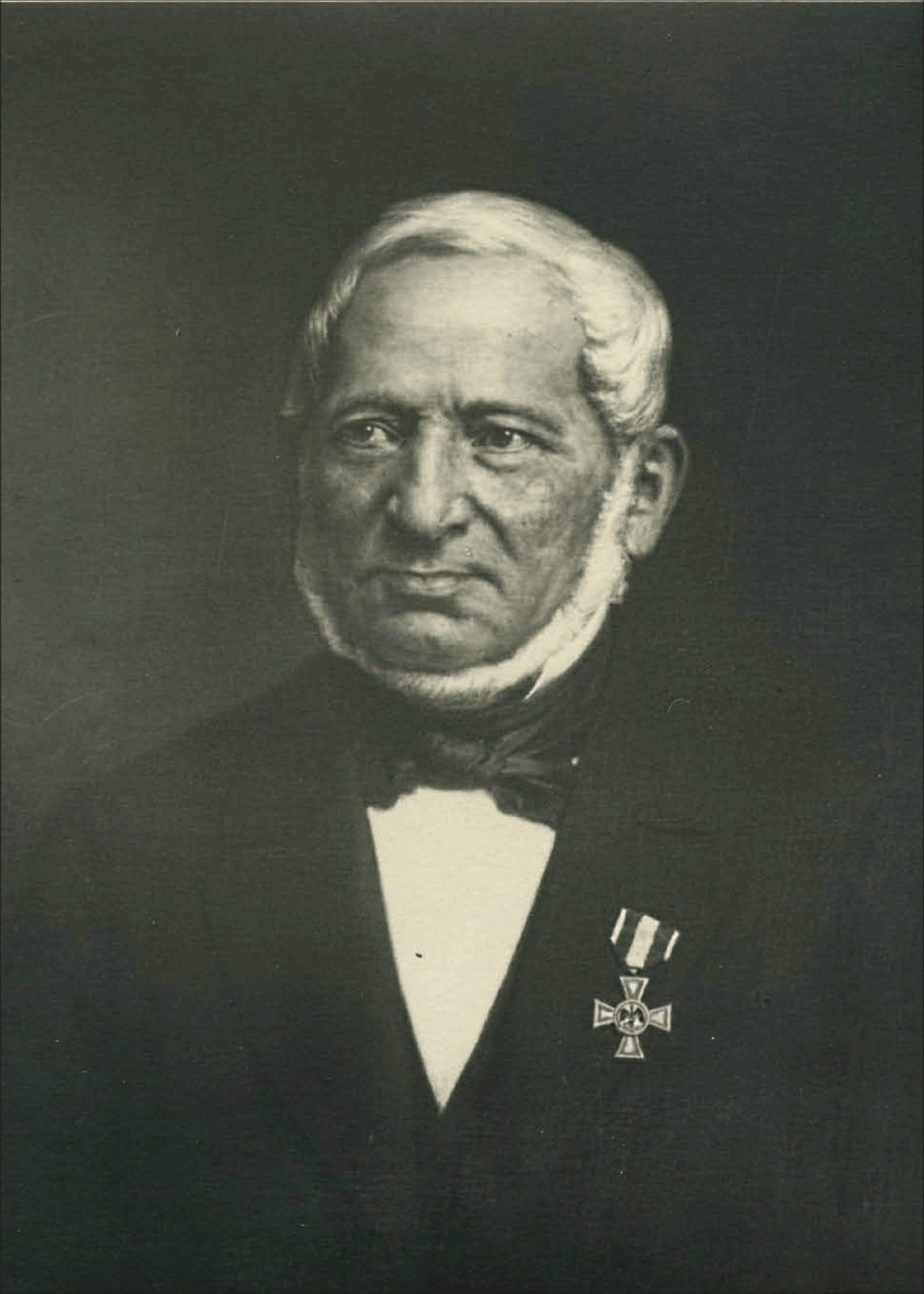
Samuel Fränkel, 1847

1845 gründete Samuel Fränkel eine Leinen-Weberei direkt am Ufer des Flusses Prudnik in Neustadt. Das Unternehmen wuchs durch Aufkauf von Konkurrenten und insolventen Unternehmen rasch zum Monopolisten in Schlesien, eröffnete weitere Niederlassungen (unter anderem in Berlin und Augsburg) und wurde zu einem der größten Leinen-Produzenten der Welt. 1903 begann die Produktion von Frotteestoffen und Tuchwaren, insbesondere Damast, die in ganz Deutschland, Großbritannien, Frankreich und bis nach Amerika vertrieben wurden. S. Fränkel führte auch Entwürfe renommierter Designer wie Peter Behrens für Tafelzeug (Tischtücher, Servietten etc.) aus. Der Erste Weltkrieg stoppte das dynamische Wachstum des Unternehmens. Zwischen 1915 und 1923 gab die Textilfabrik, deren Rechtsform inzwischen eine Offene Handelsgesellschaft war, mehrfach auch ein eigenes Notgeld heraus, zunächst noch Pfennigwerte, in der Hochinflation auch Millionen- und Milliardenwerte. Nach den Nürnberger Gesetzen der Nationalsozialisten wurde das Unternehmen 1938 von den Erben Samuel Fränkels übernommen, während sie zur Auswanderung gezwungen wurden. Nach dem Zweiten Weltkrieg wurde das Unternehmen ab 1949 wiederaufgebaut, 1965 in Frotex umbenannt. Nach dem politischen Umbruch in Osteuropa wurde sie 1992 in staatliche Treuhandverwaltung überführt, und 2002 an die private Frotex Management Holdinggesellschaft veräußert, die heute 72 % der Anteile hält. Unter dem Namen ZPB (Zakłady Przemysłu Bawełnianego) Frotex SA stellte das Unternehmen Haushaltswäsche und Garne her und war bis 2010 mit 700 Beschäftigten nicht nur der größte Arbeitgeber der Stadt, sondern der größte Handtuch- und Badtextilienproduzent Polens, zugleich eines der größten europäischen Unternehmen in diesem Geschäftsfeld. Die Produktion wurde dann eingestellt, die imposanten Fabrikgebäude stehen leer und sind dem Vandalismus ausgesetzt.

## Die Unternehmerfamilien

### Familie Fränkel
Die Familie Fränkel (Schreibweisen auch Fraenkel, Fränckel oder Fraenckel) war eine schlesische Familie mit mehreren bedeutenden Mitgliedern. Auch Vorfahren des ehemaligen US-Präsidentschaftskandidaten John Kerry kommen aus dieser Familie: Mathilde Fränkel (1845–1935), seine Urgroßmutter, wurde in Oberglogau geboren.
Ursprünglich jüdischen Glaubens, konvertierte die Familie später zum römisch-katholischen Bekenntnis. Die Inhaber der Textilfabrik Fränkel entstammten einer angesehenen Kaufmannsdynastie. Sie waren nicht nur Unternehmer, sondern zugleich bedeutende Kulturmäzene.
Samuel Fränkel (1801–1881), Gründer und Namensgeber der Textilfabrik S. Fränkel, veranstaltete Dichterlesungen und holte für Kammerkonzerte damals weltberühmte Pianisten (unter anderem Wilhelm Backhaus und Walter Gieseking) in die Region. Er war befreundet mit dem Schriftsteller Gerhart Hauptmann und unterstützte ihn maßgeblich. Das ehemalige Gästehaus von Samuel Fränkel, die 1883 von seinem Sohn Hermann Fränkel erbaute Villa Kościuszki-Straße 1, war nach 1945 „Haus der Textilarbeiter“ (polnisch: Dom Włókniarza). Seit 2007 wird die Villa von der Stadt als Kulturzentrum genutzt. Die unter Denkmalschutz stehende Villa, die u. a. ein vom Berliner Künstler Eugen Hanetzog 1886 gefertigtes Fresko mit dem Titel Die Auffindung des Moses im Saal des ersten Stockwerks besitzt, zählt zu den Sehenswürdigkeiten der Stadt Prudnik. Samuel Fränkel finanzierte auch die Synagoge in Prudnik.

### Familie Pinkus

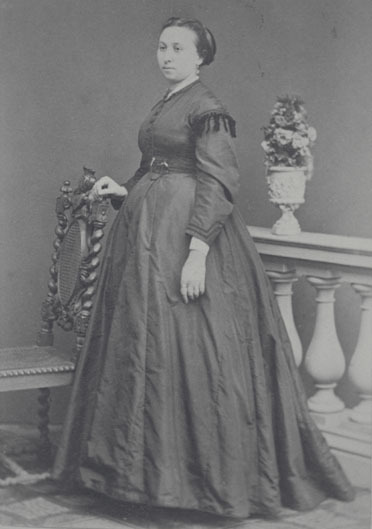
Auguste Fränkel

Der gläubige Jude Joseph Pinkus (1829–1909) wurde durch Heirat mit Auguste Fränkel (1838–1919) Teilhaber des Unternehmens S. Fränkel. Seine Tochter Hedwig (1864–1948, in den USA), die eine hervorragende Bildung auf den Gebieten Literatur und Neue Sprachen besaß, heiratete im Alter von 19 Jahren am 14. August 1883 in der Synagoge von Neustadt den damals 28-jährigen, später berühmten Immunologen und Nobelpreisträger Paul Ehrlich, den sie auf einem Besuch in Strehlen kurz zuvor kennengelernt hatte. Aus der Ehe gingen zwei Töchter hervor. Der Schwiegervater unterstützte Ehrlich großzügig finanziell durch Einrichtung eines Privatlabors und ermöglichte ihm, sich eine Zeit lang ausschließlich seinen Forschungen zusammen mit Emil von Behring an der Charité zu widmen. Ebenfalls mit Unterstützung seines Schwiegervaters konnte Ehrlich nach seiner Kündigung an der Charité zusammen mit seiner Frau fast zwei Jahre in Ägypten leben, um seine Tuberkuloseerkrankung auszukurieren. Joseph Pinkus starb jedoch 1909 in Neisse.
Sein Bruder Benjamin (genannt Benno) Pinkus (1831–1879, in Neisse), leitete die Repräsentanz des Unternehmens in Berlin.
Der Sohn von Joseph Pinkus, Max Pinkus (* 3. Dezember 1857 in Neustadt; † 19. Juni 1934 ebenda), ein Kaufmann, war bis 1926 sein Nachfolger als Direktor des Unternehmens. Zu seiner Zeit beschäftigte die Neustädter Fabrik 4000 Arbeitnehmer. Er verfasste darüber hinaus selbst Schriften über Schlesien, war ein Büchersammler und Mäzen der Stadt und der Kultur. So unterstützte er insbesondere Gerhart Hauptmann und den Schriftsteller Hermann Stehr (beispielsweise durch den Kauf des Hauses in Schreiberhau, das dieser 1926 mit seiner Familie bezog). Stehr widmete Pinkus dafür sein 1926 erschienenes Werk „Der Geigenmacher“ mit den Worten: „Max Pinkus, dem großen Menschenfreund und Sammler schlesischen Geistesgutes“. Von Max Pinkus wurde (gemeinsam mit Victor Ludwig) die erste Bibliografie über Hauptmann herausgegeben (Gerhart Hauptmann. Werke von ihm und über ihn. Privatdruck, Neustadt in Schlesien 1922). Bei der Beerdigung von Max Pinkus sprach Gerhart Hauptmann an seinem Grab auf dem jüdischen Friedhof; die Stadt Neustadt weigerte sich, ihres Ehrenbürgers nach der nationalsozialistischen Machtergreifung noch zu gedenken und verbot ihren Bürgern eine Teilnahme an der Beisetzung. Hauptmanns Werke „Vor Sonnenuntergang“ (uraufgeführt 1932) und „Die Finsternisse“ (1937 verfasst, erst nach dem Zweiten Weltkrieg veröffentlicht) haben Max Pinkus als Vorbild. Max Pinkus einzigartige Sammlung schlesischer Bücher wurde seinem zweiten Sohn Klaus Valentin Pinkus als „Auswanderungsgebühr“ abgenommen und der Universität Breslau zur Verwahrung übergeben, sie ist verschollen.
Der älteste Sohn von Max Pinkus, Hans Hubert Pinkus (1891–1977) war Direktor des Unternehmens bis zur Arisierung. Er emigrierte 1939 mit seiner Familie nach England. Nach dem Zweiten Weltkrieg versuchte Hans Pinkus ohne Erfolg, das Unternehmen in Bayern wieder aufzubauen.

### Sammlung Pinkus
Max Pinkus’ Sammelinteresse galt der Literatur, der Geschichte und dem Kunsthandwerk. So hatte er eine große und wertvolle Kollektion an Judaica, vornehmlich aus Silber, die er 1929 dem Verein Jüdisches Museum zur Verfügung stellte, zudem Textilien, Glas, Goldschmiedekunst und Mobiliar des 16. bis 18. Jahrhunderts.

## Archive
- Der Nachlass von Max Pinkus befindet sich heute in der Staatsbibliothek zu Berlin.
- Verschiedene Unterlagen zur Familie Pinkus und zum Unternehmen S. Fränkel befinden sich beim Leo Baeck Institut in New York, u. a.
  - Pinkus family collection, 1696-1976 (englisch)
  - John Peters (Pinkus) Family Papers, (1827-2005) (englisch)